# Yūgo Kanno
Yūgo Kanno, född 5 juni 1977 i Saitama prefektur, är en japansk kompositör och musiker. Han är bland annat känd för att komponerat musiken till animeserien Jojo's Bizarre Adventure.